# 小花虉草
小花虉草（学名：Koeleria cristata var. poiformis）为禾本科虉草屬下的一个变种。

## 扩展阅读
- 維基物種上的相關：小花虉草